# 恩泽坛碑
恩泽坛碑，是位于中国福建省宁德市蕉城区漳湾镇的一个明代碑刻，宁德县人民政府于1980年11月将其公布为首批县级文物保护单位。
恩泽坛碑高0.87米，宽0.29米，据传是戚继光征讨倭寇途中的斩子之处，原有恩泽坛，现已毁，仅余30平方米的土台，碑刻现已移至漳湾中学内。